# Ján Levoslav Bella
Pour les articles homonymes, voir Bella.
Ján Levoslav Bella, né le 4 septembre 1843 à Liptovský Mikuláš, en Slovaquie (à l’époque Liptószentmiklós, dans le Royaume de Hongrie) et mort à Bratislava le 25 mai 1936, est un compositeur, chef d'orchestre et enseignant slovaque. Il a écrit de la musique dans l’esprit de la musique romantique du XIXe siècle.

## Biographie
Ordonné prêtre en 1867, il est chef d'orchestre, maître de chapelle et professeur de chant à Kremnitz. Il quitte l'Église catholique romaine, et de 1881 à 1921, il est chef de chœur et maître de musique à Sibiu (anciennement Hermannstadt) en Roumanie.

## Œuvres
- Musique d'église, catholique et protestante,
- 6 quatuors à cordes,
- Destinée et Idéal, poème symphonique (1874, révisé en 1880),
- Cantates,
- Wieland le forgeron, opéra (1880-1899)[1].